# Homowo

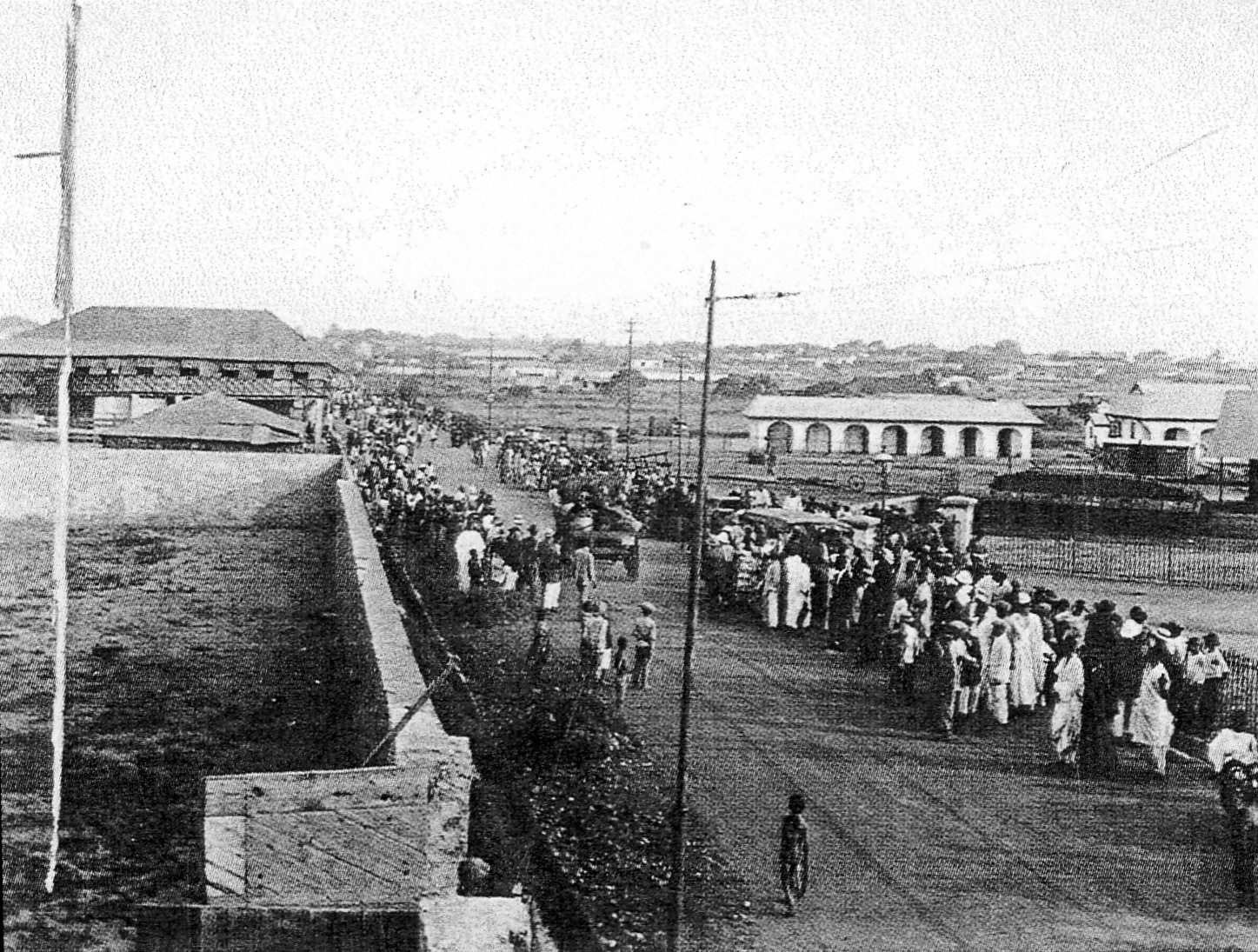
Uma rua em Acra. Muitas pessoas dos bairros próximos e da área ao redor se aglomeram no centro da cidade para participar da celebração do Festival Homowo, o principal festival anual dos Ga, por volta de 1900

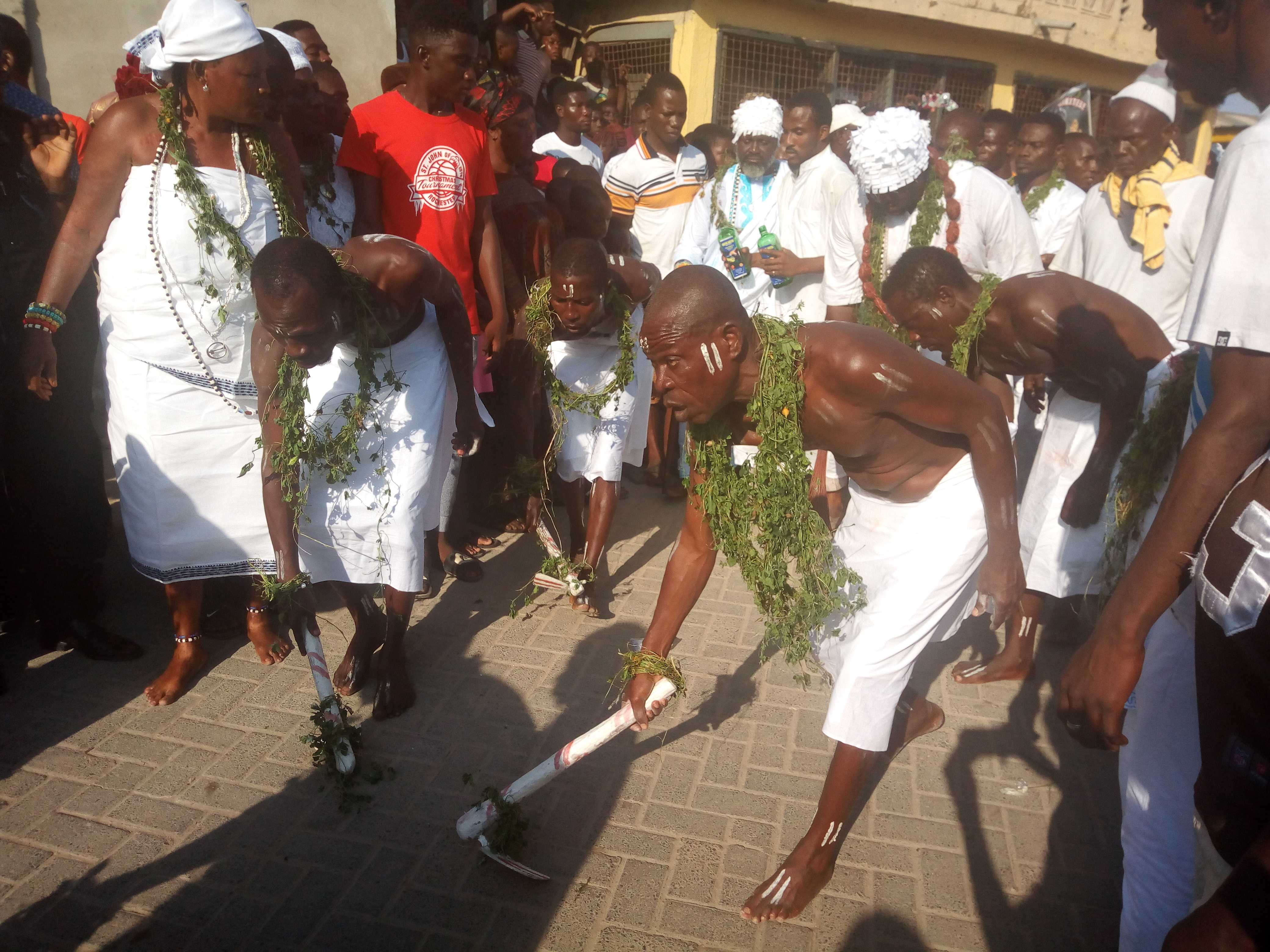
Proibição de cerimônias rituais de canto e percussão no Festival Teshie Homowo

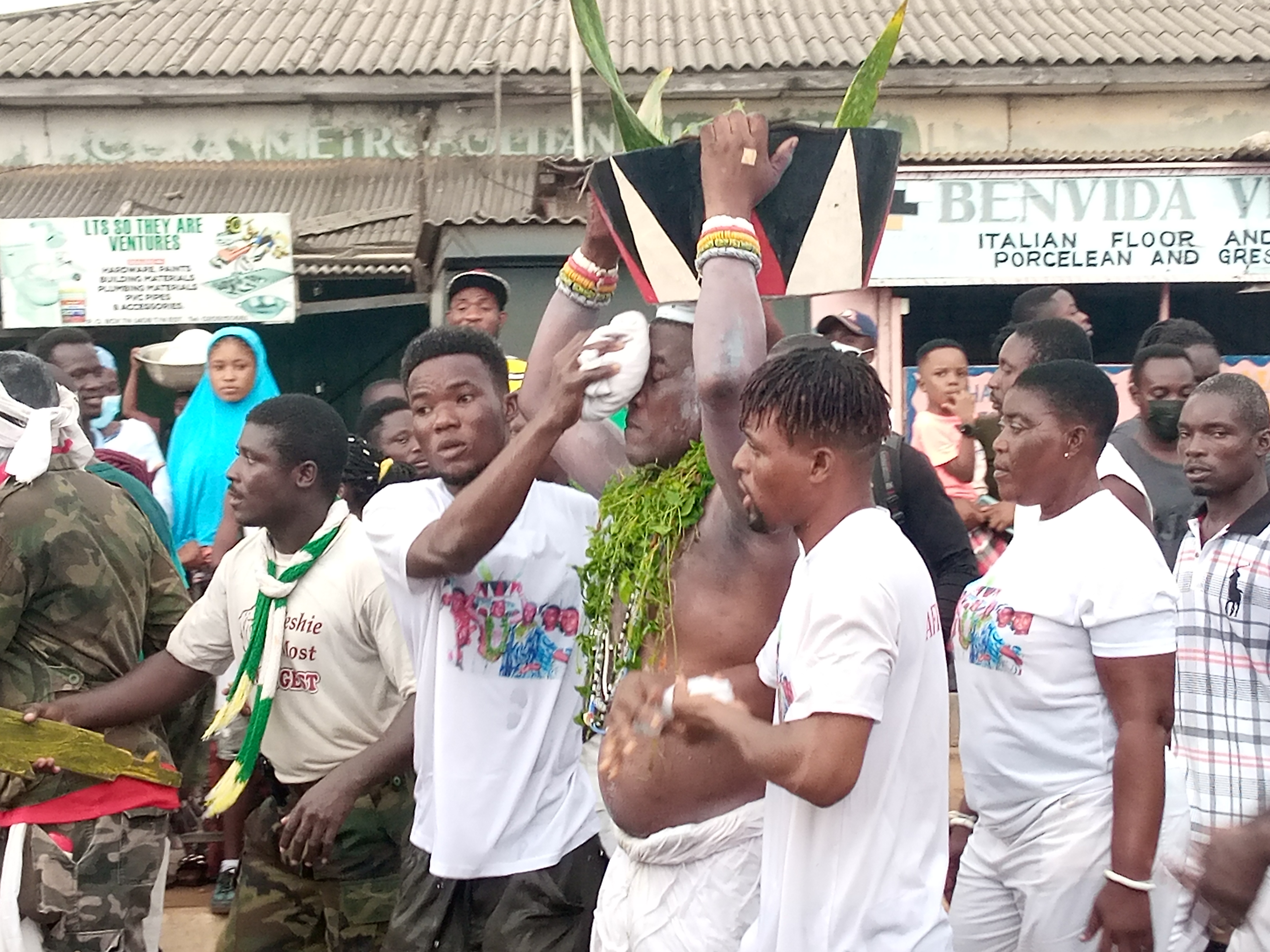
Rituais do festival Homowo

Homowo é um festival celebrado pelo povo Ga de Gana na região da Grande Acra. O festival começa no final de abril e vai até maio com o plantio de safras (principalmente painço) antes do início da estação chuvosa. O povo Ga celebra o Homowo em memória da fome que ocorreu na sua história no Gana pré-colonial. O Costume da Colheita (Ga Homowo) é uma tradição anual entre o povo de Acra, com sua origem ligada ao calendário nativo e ao povo Damte Dsanwe do bairro Asere (subdivisão da Divisão Ga, no Distrito de Acra, da Colônia Gold Coast).

## Etimologia e Origem
A palavra Homowo (Homo - fome, wo - pio) pode significar "zombar da fome" na língua Ga. Dizem que, quando o povo Ga viajou para Gana, eles enfrentaram fome e outros infortúnios ao longo do caminho e depois de se estabelecerem. As pessoas atribuíam seus infortúnios e desventuras ao desagrado de uma divindade. Para agradar a divindade e restaurar o equilíbrio da sociedade, o povo de Ga sacrificou um animal, orou e fez libações.
Dentre as tradições Ga do Homowo estão as celebrações duplas na comunidade Damte Dsanwe. Na história do povo Ga, o Chefe Supremo (Ga Mantse) deixou temporariamente Acra para os territórios leste Ga. Durante sua ausência, o Sacerdote do Fetiche Dantu conduziu o Costume da Colheita de Homowo com todos os rituais habituais. Após o retorno do Ga Mantse, um segundo Festival da Colheita Homowo foi realizado. Esta segunda celebração comemorando o retorno do Ga Mantse tornou-se parte da cultura do povo Ga.
Embora duas celebrações Ga Homowo pareçam acontecer em um único ano, a original e autêntica Ga Homowo é a primeira, conhecida como Damte Dsanwe Homowo. A celebração marca o culminar do ano nativo e está em consonância com a lei e os costumes nativos.

## Pré-festival
O Homowo é comemorado em todas as cidades do estado de Ga, com as celebrações culminando em Gamashie. Antes da celebração propriamente dita (Nmaadumo), acontece um rito de semeadura de trigo que marca o início do calendário Ga. Sete sacerdotes do povo Gamashie realizam o rito da escavação (Shibaa), semeando o trigo em uma ordem específica: Dantu na segunda-feira, Sakumo na terça-feira, Naa Korle e Naa Afieye na sexta-feira, Gua no sábado, Naa Dede no domingo e Nai na terça-feira seguinte. Durante a semeadura do trigo (quatro semanas e dois dias), é proibido fazer ruídos (Koninfemo) para garantir que as plantações cresçam sem distrações. No final desse período, tambores Odadaa são tocados para anunciar o fim do Koninfemo. 

## Cronograma
O calendário nativo do povo Ga é fornecido anualmente pelo Sacerdote Fetiche Damte do povo Damte Dsanwe. Começa na última segunda-feira de abril ou na primeira ou segunda segunda-feira de maio. Neste período, ocorre o Nmaadumo, que marca o início da temporada Homowo. O festival termina em setembro, após a colheita das safras. O calendário não é fixo, há variações na data do Festival Homowo.
Uma semana e cinco dias depois da Odadaa ser tocada, o Festival do Inhame Gêmeo começa. Cinco semanas e quatro dias depois, as celebrações do Homowo começam. Diferentes cidades celebram seu Homowo em datas diferentes, mas todas tem o Lante Dzanwe seguido pelo Tema seis dias depois. Nungua começa o Homowo logo após o Odadaa ser tocado no primeiro domingo de julho. Em todo o Gamashie (de Osu, Accra a Teshie), o Homowo começa oito dias depois do Tema. Dez dias depois disso, Nungo e Gboogbla começam sua parte do festival. Awutu é o último lugar a celebrar o festival, quatro dias depois.

### Soobii
Os celebrantes que vivem e trabalham em cidades e vilas vizinhas são chamados de Soobii (povo de quinta-feira), pois chegam na quinta-feira para se juntar à celebração do Homowo, em Gamashie. Quando o povo Soobii chega à cidade para o festival, eles se dispersam para suas localidades para marchar juntos.

### Festival Yam dos Gêmeos
O Festival Yam dos Gêmeo acontece na sexta-feira seguinte à celebração Homowo na área de Gamashie e antes da celebração principal de Homowo, no sábado.
Neste dia, as pessoas gêmeas do povo Ga vestem branco e comemoram com banquetes, música e dança. O povo Ga acredita que os gêmeos vivem vidas diferentes em comparação aos não-gêmeos e se comportam de maneira diferente. Neste dia, um par de chifres de búfalo, normalmente preservados em santuários, é trazido para uso em cerimônias rituais. Espera-se que os gêmeos usem as mesmas roupas, compartilhem seus dons e reajam de maneira semelhante em determinadas situações, durante a celebração.
Normalmente, o Festival Homowo é geralmente celebrado em agosto (mas também pode acontecer em julho ou em setembro). Em 1888, toda a comunidade de Acra celebrou o Festival Homowo até 27 ou 29 de setembro.
Principais marcos do Ano Nativo Ga:
- 1º dia (segunda-feira): O ano Ga começa na primeira segunda-feira após a festa de sábado. Começar no sábado é desfavorável. Neste dia, o Sacerdote Dantu observa seu Grande Costume criando misturas de folhas em uma tigela tradicional, que serão tomadas pelos adeptos e pela família Damte Dsanwe.
- 2º dia (terça-feira): preparação para o Festival Geral da Colheita de Homowo. A pesca é interrompida e, em certas regiões, as atividades agrícolas também.
- 3º dia (quarta-feira): nenhuma tarefa significativa é realizada.
- 4º dia (quinta-feira): Atividades agrícolas cessam. Os preparativos para o Festival continuam.
- 5º dia (sexta-feira): Fazendeiros descansam.
- 6º dia (sábado): Sem ocorrências significativas até o 11º dia.
- 11º dia (quinta-feira): moradores de vilarejos e cidades se reúnem em Acra para o Festival Homowo. O gongo noturno indica a proibição de cobrança de dívidas, ações legais e reivindicações até o fim do Festival Homowo.
- 13º dia (sábado): Grande banquete com sopa de palma e kpokpoi.
- 14º dia (domingo): troca de visitas, homenagens aos falecidos e desejos de um feliz Ano Novo.

No geral, o Ano Nativo e os costumes associados estão profundamente interligados com a cultura Ga, refletindo considerações práticas e crenças espirituais.

## Celebração
O Festival Homowo apresenta vários elementos culturais, incluindo rituais e tradições com significado histórico. Dentre eles, o sacerdote Korle realiza libações, orações e remoção de folhas de palmeira para marcar os ciclos de abertura e fechamento da Lagoa Korle para pesca.
O Homowo inclui marchas pelas cidades acompanhadas de tambores, cantos e danças. Durante a celebração Gamashie Homowo, o povo Soobii se junta a ela. As músicas têm letras como "Nmaayi eye" (a colheita é branca / abundante) para celebrar colheitas frutíferas. A celebração se estende até as primeiras horas da sexta-feira, quando começam os preparativos para cozinhar.

### Ritos

#### Shaayo Laitso Kee
As donas de casa presenteiam suas sogras com lenha para marcar o relacionamento cordial entre elas. Genros e sogros também realizam o rito. Os troncos são usados para fazer fogueiras para as almas dos parentes mortos que teriam chegado durante o Soobii.

#### Rito Akpade
As mulheres idosas rebocam duas portas laterais com argila vermelha (Akpade) na sexta-feira do Festival Yam dos Gêmeos. No mesmo dia, os homens idosos disparam balas de mosquete para expulsar os maus espíritos.

#### Libação
O chefe da família borrifa kpoikpoi (um processo chamado "Nishwamo") e derrama bebidas no chão para homenagear os ancestrais após a preparação da comida Homowo no sábado.

##### Oração durante a Libação
Noowala Noowala (Vida longa, vida longa)
Afi naa akpe wo (Que o ano novo nos una)
Gbii kpaanyo anina wo (Que vivamos para ver o oitavo dia)
Woye Gbo ni woye Gboenaa (Que possamos comer os frutos de Gbo e os de Gboenaa)
Wofee moomo (Que vivamos muito)
Alonte din ko aka-fo woten (Que nenhum gato preto (mau presságio) fique entre nós)
Wosee afi bene wotrashi neke nonu noon (Pode ficar assim no próximo ano)
Tswa Tswa tswa Omanye aba (Hai! Salve! Salve! Que a paz esteja)

## Cozinha
O preparo do sábado do Homowo começa às 4h da madrugada, para garantir que esteja pronto para ser polvilhado às 7h da manhã.

### Kpokpei e Kpekpele
O Kpokpei é preparado com o trigo cultivado pelos sete sacerdotes durante o Nmaadumo. A massa é cozida no vapor. Depois de cozida, é amassada em tigela de madeira e misturado com óleo de palma e quiabo cozido. Durante a celebração do sábado, as pessoas visitam as casas de Ga na área de Gamashie para compartilhar a comida festiva. Neste dia, as estradas são bloqueadas para acomodar o festival.
O Kpekpele é feito com trigo moído, óleo de palma, cebola, sal e algumas casas Ga incluem quiabo.

## Diáspora
Os habitantes de Portland, Oregon, organizam o "Portland Homowo & Twins Festival" para celebrar ao lado dos seus homólogos nativos. Em 2011, a comunidade Ga no Reino Unido juntou-se à celebração do Homowo.